# Kostel Panny Marie Bolestné (Žulová)
Kostel Panny Marie Bolestné je dominantou poutního místa na Boží hoře u Žulové (okres Jeseník). Areál tvoří ucelený soubor jednotlivých objektů postavených v novogotickém stylu. Od města k němu vede křížová cesta.
Kostelík byl postaven ze dřeva v letech 1712–1713 a byl zasvěcen Panně Marii. Boží hora se stala poutním místem kvůli uctívání obrazu Panny Marie Bolestné. V roce 1713 byla postavena větší kaple, kterou v roce 1864 zpustošili vandalové, přičemž dokonce vytrhli samotný oltářní kámen. Nová verze kostela byla na místě dřevěné stavby postavena v letech 1878 až 1880 a kostel byl roku 1880 vysvěcen. Dvakrát ročně se zde konají liturgické poutě. V době hlavních prázdnin je kostel přístupný pro veřejnost každou neděli.